# 加茂蚕糸
加茂蚕糸販売農業協同組合連合会（かもさんしはんばいのうぎょうきょうどうくみあいれんごうかい）は、かつて愛知県豊田市小坂本町にあった農業協同組合。通称は加茂蚕糸（かもさんし）。

## 沿革
1929年（昭和4年）には高さ120尺（約36メートル）もある大煙突が完成し、挙母市街地（豊田市街地）の象徴的存在だった。1930年（昭和5年）の挙母町には約40の製糸工場があったが、世界恐慌の影響を受けて1934年（昭和9年）には12にまで減少した。1937年（昭和12年）には保証責任加茂繭糸販売組合が設立され、当初は西加茂郡挙母町・高橋村・三好村・猿投村・藤岡村の養蚕者の個人出資だったが、後に西加茂郡・東加茂郡全域にまで拡大した。1985年（昭和60年）7月6日、工場の跡地に豊田産業文化センターが開館した。

## 年表
- 1901年（明治34年） - 岩井音五郎が母体となる厚生館製糸場を設立。
- 1917年（大正6年） - 長野県出身の木下富と息子の木下信が厚生館製糸場を基に設立。
- 1919年（大正8年） - 加茂製糸所に改称。
- 1920年（大正9年） - 西加茂製糸株式会社に改称。
- 1929年（昭和4年） - 大煙突が完成。
- 1937年（昭和12年） - 木下信を組合長とする保証責任加茂繭糸販売組合が設立。
- 1948年（昭和23年）7月26日 - 加茂蚕糸協同組合が設立。
- 1949年（昭和24年）7月28日 - 加茂蚕糸販売農業協同組合連合会が設立。
- 1959年（昭和34年） - 機械設備217台、従業員297人。従業員数では愛知県最大の製糸工場だった。
- 1981年（昭和56年）3月20日 - 加茂蚕糸が廃業。
- 1982年（昭和57年） - 大煙突が解体。